# Berrybrae
Berrybrae ist ein Steinkreis des Typs Recumbent Stone Circle (RSC), der in der Region Grampian, insbesondere am River Dee, sehr verbreitet ist. Berrybrae liegt in einem Hain, im Nordosten von Aberdeenshire, südlich der A90 zwischen Lonmay und Crimond in Schottland. 1925 wurde die Anlage als Bodendenkmal geschützt.
Von diesem Steinkreis sind nur fünf Steine erhalten. Sie liegen in einem ovalen Steinwall. Die Ausgrabung ergab zwei Phasen dieses Kreises.

## Beschreibung
Die erste Phase bestand aus einem niedrigen ovalen Steinwall von 12,8 auf 10,8 m Durchmesser und einem Kreis aus dem liegenden und neun stehenden Steinen. Im Zentrum befand sich (wie bei Nine Stanes) ein Ringcairn mit drei Brandbestattungen. In der Nähe des liegenden Steines wurden Quarzfragmente gefunden.
In der zweiten Phase, etwa 1700 v. Chr., wurden die Menhire des Kreises bis auf den liegenden Stein und seinen westlichen Flankenstein zerstört bzw. abgeschlagen. Der Ringcairn wurde eingeebnet und auf dem ehemaligen Wall wurde eine Steinmauer errichtet, die ein Urnengräberfeld einschloss. Eine vergleichbare Zerstörung findet sich beim Steinkreis von Loudon Wood, in derselben Region.

## Die Steinkreise am River Dee
Die Steinkreise von Deeside bilden eine Gruppe von Recumbent Stone Circle (RSC). Ungefähr 100 von ihnen wurden zwischen 2500 und 1500 v. Chr. in Aberdeenshire errichtet. Die Ensembles der „ruhenden Steine“ liegen in der Regel im Südosten und (normalerweise) auf dem Ringverlauf.
In der Nähe liegt der Steinkreis Netherton of Logie.